# ニック・ランド
ニック・ランド（Nick Land, 1962年1月17日 - ）は、イギリス出身の元哲学者・著述家・短編小説家・ブロガー。
「加速主義の父」と呼ばれ、「セオリー・フィクション（theory-fiction）」と呼ばれるジャンルを開拓した著者として知られる。1990年代に活動したグループ「サイバネティック文化研究ユニット（Cybernetic Culture Research Unit, CCRU）」の共同設立者であり、加速主義やスペキュレイティブ・リアリズムの発展に強い影響を与えた人物とされる。
ランドは平等主義に反対する新反動主義運動（NRx）である「暗黒啓蒙」運動とのつながりでもよく知られる。暗黒啓蒙の思想は、オルタナ右翼に哲学的基盤を与えている。

## 略歴
ランドは1987年にデイヴィッド・ファレル・クレルの指導の下、ゲオルク・トラークルの作品についてのハイデガーが1953年に書いたエッセイ「Die Sprache im Gedicht」に関する論文を執筆し、エセックス大学で博士号を取得した。
ランドは1987年から1998年に辞職するまで、ウォーリック大学の講師として大陸哲学を教えていた。ウォーリックでは、サディ・プラントと共同でサイバネティック文化研究ユニットを設立した。これは、哲学者のグラハム・ハーマンが「未来主義、テクノサイエンス、哲学、神秘主義、数秘術、複雑性理論、SFなど、さまざまな情報源を溶接することによって概念的生産を実験した多様な思想家のグループ」と表現した学際的な研究グループである。ウォーリック時代、ランドは一連のサイバーカルチャー会議であるVirtual Futuresに参加した。Virtual Futures 96は、「反分野的イベント」および「ポスト人類の会議」として宣伝された。あるセッションでは、ニック・ランドが「床に横たわり、マイクに向かってしゃがれた声で話していた」とロビン・マッケイは回想している。その間、マッケイはバックグラウンドでジャングル・ミュージックのレコードを演奏していた。ランドは、一部の博士課程の学生の論文指導教官も務めていた。
1992年に単著『絶滅の渇望――ジョルジュ・バタイユと有毒性ニヒリズム（The Thirst for Annihilation: Georges Bataille and Virulent Nihilism）』を上梓したほか、CCRUとして活動していた1990年代には短い論考を多数発表した。これらのテクストの多くは2011年に出版された論文集『有牙ヌーメナ――論文集1987-2007年（Fanged Noumena: Collected Writings 1987-2007）』に収められている。
中国・上海にアーバナトミー出版の編集者として勤務し、上海万博に関するものなど中国に関する著書が多数あり、西洋が人権や民主主義的な価値観と相反する中国の台頭に恐怖や憧憬を抱くオリエンタリズム的でテクノクラティックな未来を上海や旧イギリス植民地の香港といった中華圏の都市に投影する姿勢は中華未来主義とも呼ばれている。また、ランドは中国の鄧小平やシンガポールのリー・クアンユーを「自由を実現した独裁者」として称賛しており、Vox Mediaはランドがテクノ権威主義の下の中国で生活したことがその加速主義に影響を与えたとしている。
2017年3月までニューセンター・フォー・リサーチ・アンド・プラクティスで教鞭も取っていたが、「今年に入ってランドが、イスラム教徒や移民に対して不寛容な意見を唱えるツイートをいくつかしたことを受け」、センターは彼との契約を打ち切った。
ランドの著作は哲学理論をフィクション、科学、詩、パフォーマンスアートと非正統的な仕方で交差させる点が特徴的である。最近、心理的ホラー・フィクションを執筆し始めた。
ランドは電子出版社のアーバナトミー・エレクトロニックとタイム・スパイラル・プレスを設立した（後者はアンナ・グリーンスパンと共同設立）。

## 概念と影響

### 初期の作品
CCRUでのランドの作品と、彼の暗黒啓蒙以前の著作はすべて、加速主義の政治哲学に影響を与えている。これは、ジャン・ボードリヤールの初期の作品における「エクスタシー」の「致命的戦略」のアイデアに似ており、「システムは、それをハイパーロジックに押し込み、残忍な償却に相当する過剰な実践を強制することによってのみ廃止される」というものである。CCRUの他のメンバーとともに、ランドは、オカルト、サイバネティックス、SF、ポスト構造主義哲学のアイデアを織り交ぜて、テクノ資本主義の加速の現象を説明しようとした。
ランドは、「迷信（superstition）」と「ハイパー」のかばん語である「ハイパースティション（hyperstition）」という用語を作り出した。これは「フィクションとテクノロジーの間で均衡を保っている」ものを表す。ランドによると、ハイパースティションとは、観念としての存在そのものによって、観念それ自身のリアリティをもたらす観念である。より明確に述べれば、ハイパースティションとは、自身を現実化させることによって、現実を侵食するフィクションであり、たとえ嘘であったとしても、人々がそれを信じることで現実へと変わってしまうようなもののことを指す。ハイパースティションは予言の自己成就に近い概念である。

### その後の作品
ランドの暗黒啓蒙哲学（新反動主義運動としても知られ、NRxと略される）は、平等主義に反対している。記者のディラン・マシューズによると、ランドは民主主義が説明責任と自由を制限すると信じている。シュジャ・ハイダーは、「その原則を説明する彼の一連のエッセイは、NRxの規範の基礎となっている」と述べている。
彼の著作は、科学的人種差別と優生学、または彼が一時的に「ハイパー・レイシズム」と呼んだもののテーマをさまざまに議論している。ランドの現在のバージョンの加速主義は、明示的に人種差別的な見解を取り入れている。2016年後半以降、彼はオルタナ右翼のインスピレーションとしてますます認識されるようになっている。
ランド自身は、NRxが運動であることを否定し、オルタナ右翼をNRxとは異なるものとして定義している。

## 影響と批判
ランドの教え子であるイギリスの文化理論家マーク・フィッシャーは、2011年に、ランドのこれまでの最大の影響は、哲学よりも音楽と芸術にあったと主張した。ミュージシャンのKode9やアーティストのジェイク・チャップマンなど、他にも多くの人々が、ランドの下で研究を行ったり、ランドから受けた影響について語ったりしている。彼らはしばしばランドの非人間的、「技術至上主義的」、または「錯乱的」な性質を強調している。フィッシャーは特に、1990年代のランドの個性が、彼の作品に関わる人々に変化を促す触媒としていかに機能し得たかを強調している。それは、コドゥオ・エシュンが言うところの「即座に開かれ、平等主義的で、学術的なプロトコルには全く影響されない」流儀によってであり、それによって「理論を地政学的・歴史的な叙事詩」として劇的に表現することができたという。
同じウォーリック大学出身でニヒリズムを専門とする哲学者であるレイ・ブラシエは、「ニック・ランドは、20年前の『政治は死んだ』という主張から、完全に時代遅れでありきたりな反動主義へと退行してしまった」と述べた。

## 著作

### 単行本
- The Thirst For Annihilation: Georges Bataille and Virulent Nihilism (London and New York: Routledge, 1992)
- Fanged Noumena: Collected Writings 1987-2007 with an introduction by Ray Brassier and Robin Mackay (Falmouth, UK: Urbanomic, 2011)
- Templexity: Disordered Loops through Shanghai Time (Urbanatomy Electronic, 2014)
- Phyl-Undhu (Time Spiral Press, 2014)
- Chasm (Time Spiral Press, 2015)

### 日本語訳
- 『現代思想』2019年6月号  特集「加速主義」暗黒啓蒙(抄) 五井健太郎訳 青土社
- 『暗黒の啓蒙書』 五井健太郎訳 講談社 2020年
- 『絶滅への渇望-ジョルジュ・バタイユと伝染性ニヒリズム-』 五井健太郎訳 河出書房新社 2022年